# Sturmiomima sturmioides
Sturmiomima sturmioides är en tvåvingeart som beskrevs av Townsend 1934. Sturmiomima sturmioides ingår i släktet Sturmiomima och familjen parasitflugor. Inga underarter finns listade i Catalogue of Life.